# Contigné
Contigné ist eine Ortschaft und eine Commune déléguée in der französischen Gemeinde Les Hauts-d’Anjou mit 772 Einwohnern (Stand: 1. Januar 2022) im Kanton Tiercé, im Arrondissement Segré, im Département Maine-et-Loire und in der Region Pays de la Loire. Die Einwohner werden Contignéens genannt.
Die Gemeinde Contigné wurde am 15. Dezember 2016 mit Brissarthe, Champigné, Cherré, Marigné, Sœurdres und Querré zur neuen Gemeinde Les Hauts d’Anjou zusammengeschlossen.

## Geografie
Der Ort Contigné liegt an der Grenze zum Département Mayenne, 30 Kilometer nordnordöstlich von Angers.

## Bevölkerungsentwicklung
| Jahr                       | 1962 | 1968 | 1975 | 1982 | 1990 | 1999 | 2006 | 2013 |
| -------------------------- | ---- | ---- | ---- | ---- | ---- | ---- | ---- | ---- |
| Einwohner                  | 687  | 697  | 637  | 680  | 588  | 597  | 741  | 762  |
| Quellen: Cassini und INSEE |      |      |      |      |      |      |      |      |

## Sehenswürdigkeiten

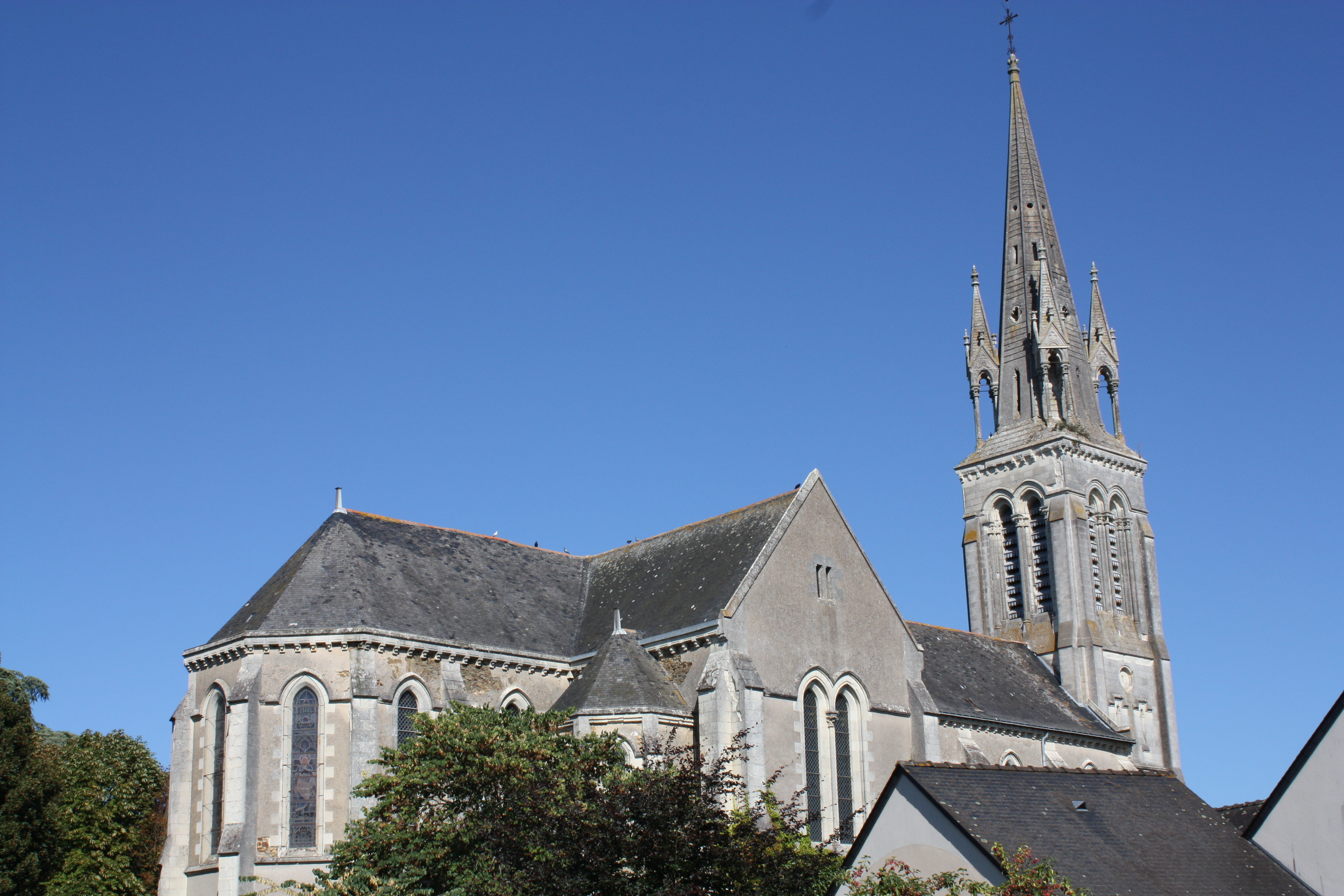
Kirche Notre-Dame
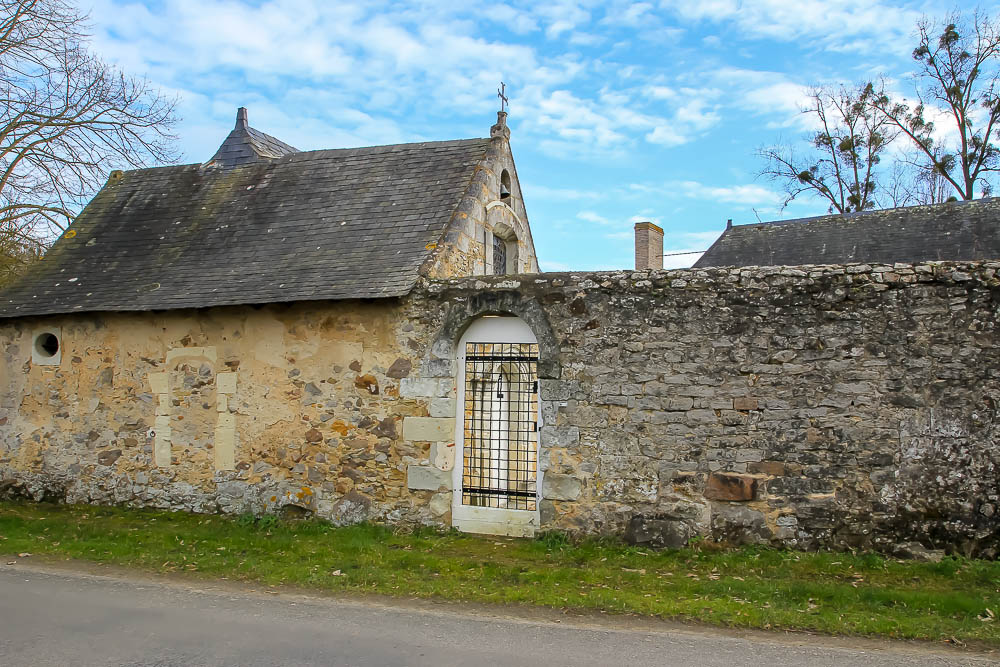
Priorat von Le Gravier aus dem 17./18. Jahrhundert, seit 1977 Monument historique
- Schloss Le Margas

- Kirche Notre-Dame
- Priorat von Le Gravie

## Persönlichkeiten
- Jean Foyer (1921–2008), Politiker (Justizminister, 1962–1967) und Jurist